# 澤田洋史
澤田洋史（さわだ ひろし、1969年 - ）は日本人バリスタ。アメリカのサワダコーヒー（sawada coffee）オーナーバリスタ。大阪府出身。

## 経歴
近畿大学商経学部を卒業後、紀ノ国屋インターナショナルに入社。チーズのバイヤーを担当する。その間、当時世界最年少の25歳でフランスチーズ鑑評騎士（シュヴァリエ デュ タスト フロマージュ）の称号を叙任。
その後、雪印乳業勤務を得て、2001年に退職後、語学を学ぶためアメリカ・シアトルへ留学。そこでラテアートに出会い、フリーポア（道具を使わずミルクピッチャーの注ぎのみで絵を描く手法）・ラテアートを学ぶ。
2002年に帰国後、ディーン・アンド・デルーカ・ジャパンに社員番号1番で入社。そのかたわら、ラテアートのコンテストに出場するようになる。
2008年、シアトルで行われた「フリーポア ラテアート ワールドチャンピオンシップ 2008・シアトル」にてアジア人初、かつ大会歴代最高得点でワールドチャンピオンとなる。優勝賞金の5,000ドルは、貧困のコーヒー豆生産国に全額寄付する。
2010年、東京都渋谷区に自身がプロデュースするエスプレッソバー「ストリーマー・コーヒー・カンパニー」をオープン。またバリスタトレーナーやカフェコンサルタントとしても活動している。
2010年、雑誌『DIME』の「ニッポンを変える100人」に選出される。
2011年、国際的有力コーヒー専門誌「バリスタマガジン」(米国発行) でアジア人初の表紙を飾る。
2011年7月、東京都六本木のメルセデス・ベンツ コネクション「ダウンステアーズコーヒー」をプロデュース。
2012年、『ニューズウィーク』の「世界の頂点を極めた日本人」に選出される。
2013年、カシオ「G-SHOCK 30th Anniversary Book」にて、World Championsに選出される。
2013年4月、大阪府グランフロント大阪のメルセデス・ベンツ コネクション「ダウンステアーズコーヒー」2号店をプロデュース。
2015年、HARIO株式会社と、世界で初めて耐熱強化プラスチック製のラテアート専用ミルクピッチャーを開発。「HARIO × Hiroshi Sawada フリーポア・ラテアートピッチャー」は国内外で販売。
2015年12月、「ストリーマー・コーヒー・カンパニー」を退任後、アメリカ・シカゴに「sawada coffee」1号店をオープン。
2016年11月、日本初となるグローバルフラッグシップストア「ニューバランス原宿」内のカフェ「Nothing Better(ナッシングベター)」をプロデュース。
2017年9月、マンダリン・オリエンタル東京の1階「ザ マンダリン オリエンタル グルメショップ」にて、「グルメショップ オリジナルコーヒー by サワダヒロシ」の提供を開始。
2018年2月、アメリカ・シカゴに抹茶とほうじ茶をメインにしたカフェ「sawada matcha」をオープン。
2019年3月、アメリカ・ニューヨークに「sawada coffee NYC」をオープン。
2020年7月、HYPEBEASTのコーヒーブランド「HYPEBEANS」をプロデュース。

## 著書
- フリーポアラテアート　旭屋出版　2009年7月刊
- Hiroshi's ラテアート＆バリスタスタイル (TWJ books)　トランスワールドジャパン　2012年9月刊
- ベーシックバリスタブック エスプレッソマシーンを使った基本のコーヒーのいれ方とアレンジコーヒーレシピ51 (TWJ books)　トランスワールドジャパン　2013年10月刊
- sawada coffee style バリスタ澤田洋史に学ぶコーヒーショップのつくりかた (TWJ books)　トランスワールドジャパン　2016年10月刊
- 本当に集中できた瞬間だけが人を強くする　サンマーク出版　2017年3月刊